# Iduna
Iduna — рід горобцеподібних птахів родини очеретянкових (Acrocephalidae). Включає шість видів.

## Назва
Автори таксону Кейзерлінг і Блазіус не дали пояснення назви роду Iduna, проте відомо, що у скандинавській міфології Ідуна (давньоскандинавська Iðunn, Idun) — богиня весни й родючості, берегиня чарівних яблук омолодження; вона була перетворена на горобця, щоб Локі в образі сокола міг врятувати її з рук велетня Тьяцці (Þjazi), який викрав її.

## Поширення
Представники роду поширені в Європі, Африці та Західній Азії. Вони асоціюються з деревами, але не з густими лісами, а скоріше з відкритими лісовими масивами.

## Види
- Жовтовик темноголовий (Iduna natalensis)
- Жовтовик гірський (Iduna similis)
- Берестянка мала (Iduna caligata)
- Берестянка південна (Iduna rama)
- Берестянка бліда (Iduna pallida)
- Берестянка західна (Iduna opaca)